# Tanaostigma gahani
Tanaostigma gahani är en stekelart som först beskrevs av Gomes 1942.  Tanaostigma gahani ingår i släktet Tanaostigma och familjen Tanaostigmatidae. Inga underarter finns listade i Catalogue of Life.